# 近鉄11400系電車
近鉄11400系電車（きんてつ11400けいでんしゃ）とは、1963年4月に登場した、近畿日本鉄道（近鉄）が保有した特急形電車である。
エースカーと呼ばれるグループとして、1960年代から1990年代にかけて近鉄特急で運用された系列である。10400系の増備車として登場した。電算記号はAである。
解説の便宜上、本項では大阪難波寄り先頭車の車両番号+F（Formation=編成の略）を編成名として記述する（例：ク11501以下4両編成=11501F）

## 概要
2250系や6421・6431系などの旧型特急車の置き換えによるサービス向上を目的に、10400系の改良増備車として1963年に3両編成10本が近畿車輛で製造され、1965年に3両編成2本と2両編成3本を増備、合計42両となった。
基本的には10400系と同様に、電動車であるモ11400形と制御車であるク11500形の2形式で構成される (後にク11520形が増備される)。
編成はMT比1:1の10400系が出力不足であったことや輸送需要などを勘案してモ11400形（奇） - モ11400形（偶）の2両にク11500形を連結したMT比2:1の3両編成を基本とする。ク11500形は需要に応じて解放が可能となっている。
日本万国博覧会開催を目前に控えた1969年には、全編成を3両編成化するための増結用としてク11520形3両が製造された。既に12200系が製造されていた時期であったため、車体形状や車内設備は同系に準じたものとなり、座席は偏心回転式リクライニングシートが装備され、シートピッチも980mmに拡大された。この分の床面積差は定員をク11500形と同一とするため、窓配置をdD81として伊勢寄りの客用扉を省略することで捻出している。シートラジオは当初から設置していない。但し、12200系で採用された側面方向幕の設置については見送られた。ク11520形の増備によって、本系列は合計45両となった。
なお、ク10500形と同様に、ク11500形・ク11520形のいずれも10100系と連結することがあったほか、制御車を抜いた2両編成が名阪甲特急の低迷期に単独で運用されることも多かった。また同時期の名伊特急では本系列3両+12200系など4両で組成された7両編成が多く見られた。この他にも運用により10400系と11400系の混結編成も見られた。

### 車体
10400系の使用実績から、大幅な設計変更が加えられ、印象が一変した。
車体断面は冷房装置の変更で冷房用風洞部分の設計が変更され、屋根上に冷房装置を搭載するために屋根高さが若干低く抑えられた。
前面形状についても前面窓がすべて運転席のものと同じ高さに揃えられたが、モ11400・ク11500形ともに側窓配置はdD8D1でこの点は10400系から変更されていない。
車内設備は、座席に回転クロスシートを採用した。各席にはシートラジオが装備されていた（のち撤去）。シートピッチは10400系の920mmから950mmに拡大された。車内の色彩は10400系同様に2種類あり、緑の座席モケットに茶色系統の市松模様による床、もしくは赤の座席モケットに青系統の市松模様の床とした。なお、ク11520形については木目の化粧板に赤の座席モケットなど12000系と全く同一のものが採用された。車端部は、モ11400形（奇）が車内販売基地、その他の車両はトイレ・洗面所が設置された。
冷房装置は東芝製RPU-1103（冷凍能力4,500kcal/h）分散式ユニットクーラー6基装備に変更し、冷房の効きを良くした。この方式は以後の特急車の標準装備となった。また屋根が高いため室内側は当初から平天井となった。モ11400型（奇）にパンタグラフを2台装備するが、ユニットクーラーが屋根に並ぶため、取り付け位置は前後に多少飛び出したような感じとなった。

### 主要機器

#### 主電動機
主電動機は設計当時直流600V電化であった奈良線用に製作された900系にて初採用された、三菱電機MB-3064AC（端子電圧270V時1時間定格出力115kW）の改良版にあたる、MB-3064AC2（端子電圧340V時1時間定格出力145kW）を電動車の各台車に2基ずつ装架する。
MB-3064系電動機は、電機子が完全B種、界磁がH種であったMB-3020系とは異なり、電機子がF種、界磁がエポキシ樹脂によるF種、と絶縁材の耐熱性能を向上させ、さらに外形寸法を560㎜（直径）×724㎜（長さ）から585㎜（直径）×746㎜（長さ）へ一回り大型化することで磁気容量を拡大、これらにより寸法増大および約90Kgの自重増加と引き換えに強トルク大出力化を実現した、設計当時の最新鋭電動機である。
この電動機は全界磁定格回転数が1,365rpmで、MB-3020系の1,800rpmと比較すると同程度の歯数比の場合、全界磁定格速度で見劣りすることになる。
その対策として、界磁巻線に補償巻線を付加することで局部的に整流子片間の電圧が高くなる現象の発生を抑止し、弱め界磁率引き上げにともなう整流子の短絡発火を防止する構造となっている。
この補償巻線の導入により、MB-3064系電動機では最弱め界磁率15パーセントを実現しており、最弱め界磁率40パーセントにとどまっていたMB-3020系と比較して弱め界磁制御領域が飛躍的に拡大した。11400系では最弱め界磁率17パーセントに設定されたが、それでも全界磁定格速度の低さを補って余りある高速運転性能と十分な定格引張力を併せて獲得、2M1T編成時の起動加速度は2.4km/h/s、減速度4.0km/h/s、平坦線均衡速度は160km/h、と10400系を大きく上回るばかりか、全電動車方式の10100系に迫る走行性能を実現している。

#### 駆動装置
駆動装置はWNドライブを踏襲しており、歯車比は10100系や10400系の3.85ではなく、この後21000系まで標準軌特急車に採用される3.81に変更している。これによる全界磁定格速度は58km/hで10100系（66km/h）や18200系以降（67km/h）よりも低いが、前述のとおり弱め界磁制御域が広いため実用上の走行特性は同等で混結も可能である。

#### 制御器
制御制御器は直列18段、並列18段、界磁制御段5段、発電ブレーキ18段構成とした三菱電機ABFM-208-15DH電動カム軸式抵抗制御器（1C8M制御）で、これをモ11400形（奇）に搭載する。

#### 台車
台車は1次車が近畿車輛製シュリーレン式台車のKD-47（電動車）・KD-47A（制御車）、1965年の2次車が改良型のKD-47B（電動車）・KD-47C（制御車）、そして1969年増備のク11520形がKD-68Bをそれぞれ装着する。
KD-47系は空気ばねをベローズ式としたもので、下揺枕を外吊式としている>。
一方、KD-68Bは京伊特急用として設計された18200系の装着するKD-63系台車を基本としつつ、側梁の鋼板溶接組み立てを止めて一体プレス構造とすることで構造の簡素化を図った12000系用KD-68系台車の派生モデルである。このため、ダイアフラム式空気ばねの横剛性を利用することで揺れ枕を廃止した、空気ばねによるダイレクトマウント台車となっている。

#### ブレーキ
ブレーキは制御器による、均衡速度指令方式を用いた抑速発電制動と連係動作する、HSC-D電磁直通ブレーキを搭載する。

### 編成
編成はク11500形 - モ11400形（奇） - モ11400形（偶）の3両編成を基本とするが、ク11500形は需要に応じて連結・解放が可能となっている。このため、同一系列による最短2両から4両の組成を組むことが出来たほか、2両+2両の4両としても運用された。
| 大阪・京都発着編成 名古屋発着編成 | ← 近鉄難波・京都鳥羽・近鉄名古屋・近鉄奈良・橿原神宮前 → ← 近鉄難波・賢島・鳥羽近鉄名古屋 → | ← 近鉄難波・京都鳥羽・近鉄名古屋・近鉄奈良・橿原神宮前 → ← 近鉄難波・賢島・鳥羽近鉄名古屋 → | ← 近鉄難波・京都鳥羽・近鉄名古屋・近鉄奈良・橿原神宮前 → ← 近鉄難波・賢島・鳥羽近鉄名古屋 → | ← 近鉄難波・京都鳥羽・近鉄名古屋・近鉄奈良・橿原神宮前 → ← 近鉄難波・賢島・鳥羽近鉄名古屋 → | ← 近鉄難波・京都鳥羽・近鉄名古屋・近鉄奈良・橿原神宮前 → ← 近鉄難波・賢島・鳥羽近鉄名古屋 → | ← 近鉄難波・京都鳥羽・近鉄名古屋・近鉄奈良・橿原神宮前 → ← 近鉄難波・賢島・鳥羽近鉄名古屋 → | ← 近鉄難波・京都鳥羽・近鉄名古屋・近鉄奈良・橿原神宮前 → ← 近鉄難波・賢島・鳥羽近鉄名古屋 → | ← 近鉄難波・京都鳥羽・近鉄名古屋・近鉄奈良・橿原神宮前 → ← 近鉄難波・賢島・鳥羽近鉄名古屋 → |
| 形式 運転台方向（← →）            | ク11500形 (Tc) ←                                                                            | モ11400形 (Mc) ←末尾奇数                                                                    | モ11400形 (Mc) 末尾偶数→                                                                    |                                                                                             |                                                                                             |                                                                                             |                                                                                             |                                                                                             |
| 搭載機器                          | MG,CP                                                                                       | ◇,CON,◇                                                                                     | CON                                                                                         |                                                                                             |                                                                                             |                                                                                             |                                                                                             |                                                                                             |
| 自重                              | 35.0t                                                                                       | 44.0t                                                                                       | 42.0t                                                                                       |                                                                                             |                                                                                             |                                                                                             |                                                                                             |                                                                                             |
| 定員                              | 64                                                                                          | 64                                                                                          | 64                                                                                          |                                                                                             |                                                                                             |                                                                                             |                                                                                             |                                                                                             |
| 車内設備                          | 洗面室・トイレ                                                                              | 車内販売準備室                                                                              | 洗面室・トイレ                                                                              |                                                                                             |                                                                                             |                                                                                             |                                                                                             |                                                                                             |

- 形式欄のMはMotorの略でモーター搭載車（電動車）、TはTrailerの略でモーターを搭載しない車（付随車）、Mc、Tcのcはcontrollerの略で運転台装備車（制御車）。
- 搭載機器欄のCONは制御装置、MGは補助電源装置、CPは電動空気圧縮機、◇はパンタグラフ。
- 編成定員は192名。

### 改造・廃車
1977年にク11520形を除く車両について前面排障器の取り付けを行うとともに、一旦特急標識を南大阪線特急用の16000系（最終増備車の16009Fで採用を開始した）と同じ小型のものに取り替える工事を開始した。しかし、全編成の改造がなされないうちに1980年からは本格的な車体更新工事が始まり、これによって特急標識は30000系（登場時）と同一の方向幕と一体化した逆台形のものに取り替えられている。同時に側面方向幕も設置されたほか、前面の塗り分けも更新によって変更されている（一部は更新前に前面の塗り分けを変更していたものもあった）。
車体更新工事では、3両固定編成化（合計15本）がなされ、モ11400形（奇）の運転台を撤去して中間車とした。車内販売基地は伊勢寄りから大阪寄りの運転台跡に移設してそこに給湯設備を設け、乗務員扉の撤去跡には側窓を設けず従来の基地跡は客室とした。また、伊勢寄りの客用扉が撤去され、基地跡と併せて他の客用窓と同一寸法の広窓を設置したため、窓配置はD9となった。また、定員も8名増しの72名となった。
座席も偏心回転式リクライニングシートに取り替えられ、網棚など内装も12400系同様の明るい色調・形状のものに改装されたほか、客用扉内側のプラスチック製円形取手も撤去された。ただし、デッキは全車両とも設けられなかった。なお、当初から偏心回転式リクライニングシートを装備するク11520形は、内装や座席モケットの変更、側面方向幕の設置（前面も方向幕一体型標識を装備）、トイレ・洗面所の窓の閉鎖を行う程度の改造とした。ク11500形についてはク11520形やモ11400形（奇）と同様に伊勢寄りの客用扉を撤去し、この部分に狭窓を新設して客席を増やしたため、側窓配置はdD811となった。このため、定員はシートピッチの広いク11520形より4名多くなっている。
車体更新工事の直後には当時3両編成であった12410系とともに名阪甲特急にも運用されたものの、最終期には編成としての収容力や走行性能などから、平坦な京都線・橿原線を中心に運用されていた。廃車は1993年から開始され、1997年3月16日に最後まで残った11511F及び11522Fによるさよなら運転を実施し、同年内に全車廃車となった。廃車後、座席や荷棚部分は、南大阪線特急用の16000系・16010系の更新に、冷房装置は伊賀線の860系にそれぞれ流用されている。
なお、全廃直前の1997年には、11400系の一部の編成で衛星放送の受信試験を非営業の試運転列車として実施していたこともあった。